# Шлаен, Пинхус Яковлевич
Пинхус (Пётр) Яковлевич Шлаен (6 июня 1923, Полтава — 25 апреля 2009, Тверь) — советский и российский учёный, один из основоположников российской военной эргономики. Заслуженный деятель науки Российской Федерации (1996), доктор технических наук (1988), доктор психологических наук (2001), профессор (1992).

## Биография
Родился г. Полтава Украинской ССР в семье сапожного закройщика Якова Пинхусовича Шлаена и швеи Цывы Александровны (Гуманец) Шлаен.
В 1940 году закончил с отличием школу и поступил в Военно-механический институт в г. Ленинграде. В 1941 году отчисляется из института и поступает в Ленинградское училище инструментальной разведки и зенитной артиллерии имени П. И. Баранова (ЛУИРЗА).
С 1942 по 1943 год воевал на Ленинградском фронте, в 1943 году был переведён на Дальний Восток для организации противовоздушной обороны приграничных городов. Был награждён орденами Красной Звезды и Отечественной войны II степени, медалями «За победу над Германией в Великой Отечественной войне 1941–1945 гг.», «За победу над Японией», «За боевые заслуги», «За оборону Ленинграда».
В 1948 году поступил в Артиллерийскую инженерную академию имени Ф.Э. Дзержинского, после окончания которой был направлен в научно-исследовательский институт №2 Министерства обороны, где занимался разработкой управляемых зенитных установок, а затем возглавил отдел инженерной психологии.
В 1970 — 80-е годы под его руководством была разработана серия эргономических стандартов по проектированию военной техники. В 1975 году П.Я. Шлаен вместе с другими участниками работ по созданию автоматизированного комплекса аппаратуры для подготовки боевых расчетов зенитно-ракетных комплексов стал лауреатом Государственной премии СССР.
Выйдя после 38 лет военной службы в отставку в звании полковника, П.Я. Шлаен преподавал на спецфакультете Московского авиационного института и в Тверском государственном университете, защитил докторские диссертации в области технических и психологических наук. Под руководством и при научном консультировании П.Я. Шлаена было защищено 7 докторских и 35 кандидатских диссертаций.
В 1990 году при его участии на базе соответствующего подразделения НИИ-2 был создан Межотраслевой центр эргономических исследований и разработок в военной технике (Эргоцентр), который он возглавлял до 1998 года. С 1995 по 2003 год являлся президентом Межрегиональной эргономической ассоциации России (МЭА).
Имеет более 70 правительственных и общественных наград. Заслуженный деятель науки Российской Федерации, лауреат премии А.Л. Чижевского, премии Госкомобороны России. Являлся действительным членом 14 российских и зарубежных академий.